# Coursac
Coursac (okzitanisch: Corsac) ist eine französische Gemeinde mit 2.326 Einwohnern (Stand: 1. Januar 2022) im Département Dordogne in der Region Nouvelle-Aquitaine; sie gehört zum Arrondissement Périgueux und zum Kanton Saint-Astier. Die Einwohner werden Coursacais und Coursacaises genannt.

## Geografie
Coursac liegt etwa neun Kilometer südwestlich von Périgueux in der Landschaft Périgord. Die Nachbargemeinden von Coursac sind Razac-sur-l’Isle im Norden und Nordwesten, Coulounieix-Chamiers im Nordosten, Notre-Dame-de-Sanilhac im Osten, Chalagnac im Südosten, Saint-Paul-de-Serre im Süden, Manzac-sur-Vern im Südwesten sowie Montrem im Westen.
Durch die Gemeinde führt die Autoroute A89 von Bordeaux nach Brive-la-Gaillarde sowie das parallel verlaufende Flüsschen Cerf.

## Bevölkerungsentwicklung
| Jahr                      | 1962 | 1968 | 1975 | 1982 | 1990 | 1999 | 2006 | 2012 | 2020 |
| Einwohner                 | 509  | 496  | 549  | 877  | 1175 | 1345 | 1573 | 1998 | 2242 |
| Quelle: Cassini und INSEE |      |      |      |      |      |      |      |      |      |

## Sehenswürdigkeiten
- Kirche Saint-Martin
- Schloss La Jarthe aus dem 15. und 16. Jahrhundert mit Kapelle und Taubenschlag, seit 1948 als Monument historique eingeschrieben

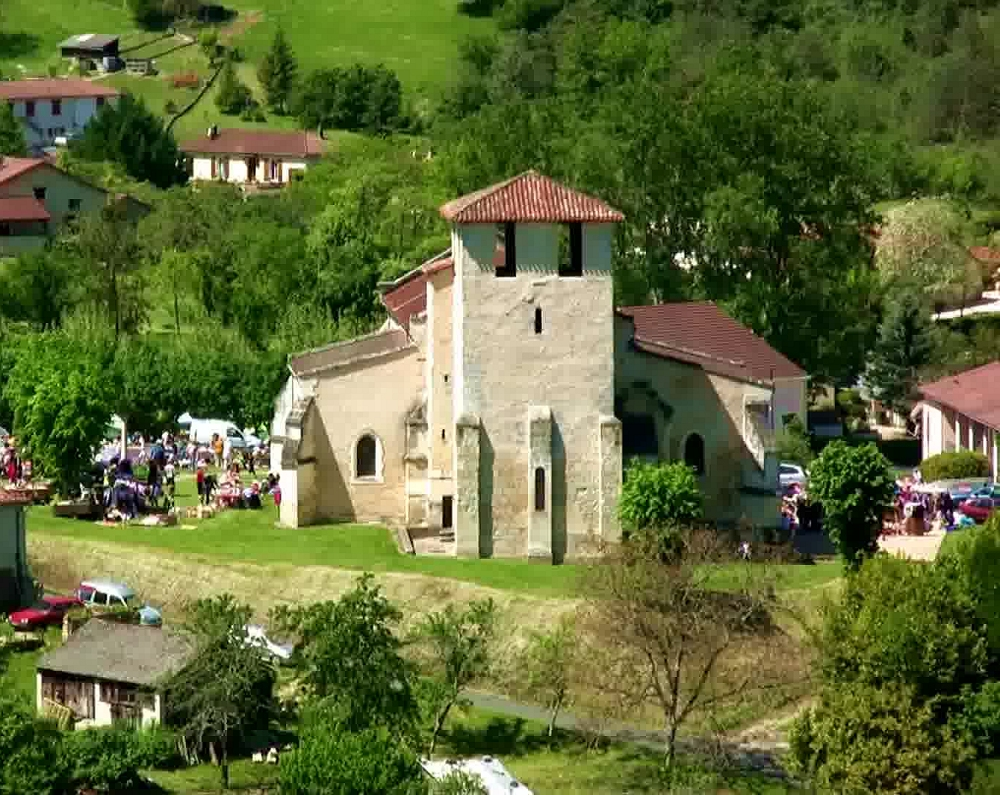
Kirche Saint-Martin

## Gemeindepartnerschaft
Sowohl mit der belgischen Gemeinde Fernelmont in der Region Wallonien seit 2000 und der italienischen Gemeinde Colfelice (Latium) bestehen Partnerschaften.